# Lý Tứ Quang
Lý Tứ Quang (tiếng Trung: 李四光, bính âm: Lǐ Sìguāng; tên thật là Trọng Quỳ (tiếng Trung:仲揆 (26 tháng 10 năm 1889 – 29 tháng 4 năm 1971)，là một nhà địa chất học người Trung Quốc chuyên nghiên cứu về cổ sinh vật học, địa tầng học, cấu tạo địa chất, và kỷ băng hà thứ tư, được coi là cha đẻ của ngành địa chất học Trung Quốc.
Ông sinh ở huyện Hoàng Phong tỉnh Hồ Bắc. Năm 1919 và năm 1927 nhận bằng thạc sĩ và tiến sĩ tại đại học birmingham. Từng du học tại Nhật Bản và Anh Quốc. Từng làm giáo sư mảng địa chất trường đại học Bắc Kinh, giám đốc phòng nghiên cứu địa chất trung ương. Ngày 19 tháng 10 năm 1949,khi ông đang ở nước ngoài ông được đảm nhận chức phó viện trưởng viện khoa học Trung Quốc. Sau khi về nước ông đảm nhiệm chức bộ trưởng bộ địa chất và hội trưởng hiệp hội khoa học kỹ thuật trung quốc, và phó chủ tịch hiệp hội những nhà nghiên cứu địa chất thế giới.